# Davaadorjiin Tömörjüleg
Davaadorjiin Tömörjüleg –en mongol, Даваадоржийн Төмөрхүлэг– (Ulán Bator, 29 de septiembre de 1990) es un deportista mongol que compite en judo. Ganó una medalla en los Juegos Asiáticos de 2014, y cuatro medallas en el Campeonato Asiático de Judo entre los años 2011 y 2016.

## Palmarés internacional
| Juegos Asiáticos    | Juegos Asiáticos        | Juegos Asiáticos  | Juegos Asiáticos |
| Año                 | Lugar                   | Medalla           | Categoría        |
| ------------------- | ----------------------- | ----------------- | ---------------- |
| 2014                | Incheon (Corea del Sur) | Medalla de oro    | –66 kg           |
| Campeonato Asiático |                         |                   |                  |
| Año                 | Lugar                   | Medalla           | Categoría        |
| 2011                | Abu Dabi (EAU)          | Medalla de plata  | –60 kg           |
| 2013                | Bangkok (Tailandia)     | Medalla de oro    | –66 kg           |
| 2015                | Kuwait (Kuwait)         | Medalla de bronce | –66 kg           |
| 2016                | Taskent (Uzbekistán)    | Medalla de bronce | –66 kg           |